# بارتومیای پاوچاک
بارتومیای پاوچاک (انگلیسی: Bartłomiej Pawełczak؛ زادهٔ ۷ ژوئن ۱۹۸۲) قایقران روئینگ اهل لهستان است.